# Dicranota sessilis
Dicranota (Rhaphidolabis) sessilis là một loài ruồi trong họ Pediciidae. Chúng phân bố ở vùng sinh thái Nearctic.